# Гайлендс-Бейвуд-Парк (Каліфорнія)
Гайлендс-Бейвуд-Парк (англ. Highlands-Baywood Park) — переписна місцевість (CDP) в США, в окрузі Сан-Матео штату Каліфорнія. Населення — 4052 особи (2020).

## Географія
Гайлендс-Бейвуд-Парк розташований за координатами 37°31′22″ пн. ш. 122°20′41″ зх. д. / 37.52278° пн. ш. 122.34472° зх. д. (37.522671, -122.344775).  За даними Бюро перепису населення США в 2010 році переписна місцевість мала площу 4,68 км², уся площа — суходіл.

## Демографія
Згідно з переписом 2010 року, у переписній місцевості мешкало 4027 осіб у 1425 домогосподарствах у складі 1109 родин. Густота населення становила 860 осіб/км².  Було 1467 помешкань (313/км²).
Расовий склад населення:
| - 66,0 % — білих - 25,3 % — азіатів - 1,3 % — чорних або афроамериканців - 0,4 % — вихідців з тихоокеанських островів - 0,2 % — корінних американців - 1,2 % — осіб інших рас |

До двох чи більше рас належало 5,6 %. Частка іспаномовних становила 7,6 % від усіх жителів.
За віковим діапазоном населення розподілялося таким чином: 26,3 % — особи молодші 18 років, 53,7 % — особи у віці 18—64 років, 20,0 % — особи у віці 65 років та старші. Медіана віку мешканця становила 44,6 року. На 100 осіб жіночої статі у переписній місцевості припадало 102,1 чоловіків;  на 100 жінок у віці від 18 років та старших — 96,6 чоловіків також старших 18 років.
Середній дохід на одне домашнє господарство  становив 181 913 долари США (медіана — 145 921), а середній дохід на одну сім'ю — 204 364 долари (медіана — 172 569). Медіана доходів становила 121 833 долари для чоловіків та 91 833 долари для жінок. За межею бідності перебувало 4,7 % осіб, у тому числі 1,0 % дітей у віці до 18 років та 6,4 % осіб у віці 65 років та старших.
Цивільне працевлаштоване населення становило 1930 осіб. Основні галузі зайнятості: освіта, охорона здоров'я та соціальна допомога — 20,2 %, науковці, спеціалісти, менеджери — 19,6 %, виробництво — 10,0 %, фінанси, страхування та нерухомість — 9,4 %.